# رؤية 2050 (رواندا)

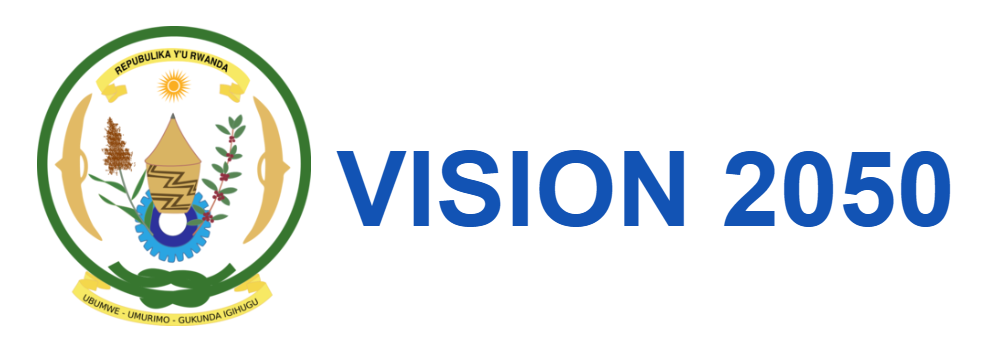
فيديو رواندا 2050

رؤية 2050 هي إستراتيجية التنمية الوطنية لرواندا، التي أطلقها في ديسمبر 2020 الرئيس بول كاغامه ووزارة المالية والتخطيط الاقتصادي في البلاد (MINECOFIN).
يهدف البرنامج، الذي يتبع خطة التنمية السابقة لرؤية 2020 لمدة 20 عامًا والتي أعادت بناء رواندا بعد سنوات من الحرب الأهلية والإبادة الجماعية، إلى تحويل رواندا إلى دولة ذات دخل متوسط أعلى بحلول عام 2035، وإلى دولة ذات دخل مرتفع بحلول عام 2050. وفي معرض تقديمه للاستراتيجية، أعلن كاغامي: «كانت رؤية 2020 تدور حول ما يتعين علينا القيام به من أجل البقاء واستعادة كرامتنا. لكن رؤية 2050 يجب أن تكون حول المستقبل الذي نختاره، لأننا نستطيع، ولأننا نستحقه.»

## الخلفية
وصلت الجبهة الوطنية الرواندية (RPF) إلى السلطة في رواندا بعد هزيمة الحكومة الحالية في الحرب الأهلية الرواندية. أنهى انتصار الجبهة الوطنية الرواندية عام 1994 الإبادة الجماعية في رواندا، والمعروفة في رواندا باسم الإبادة الجماعية ضد التوتسي، والتي قتل خلالها 800.000-1.200.000 رواندي. في أواخر التسعينيات، بدأ الرئيس بول كاغامي وحكومته بنشاط في التخطيط لأساليب تحقيق التنمية الوطنية. أطلق عملية تشاور وطنية  وطلب أيضا المشورة من الخبراء من الدول الناشئة بما في ذلك الصين، سنغافورة وتايلاند. بعد هذه المشاورات، وبعد فترة وجيزة من توليه الرئاسة، أطلق كاغامي رؤية 2020. كانت الأهداف الرئيسية للبرنامج هي توحيد الشعب الرواندي وتحويل رواندا من دولة فقيرة للغاية إلى دولة بلد متوسط الدخل.
كان برنامج رؤية 2020 ناجحا في الغالب. وجد استعراض منتصف المدة في عام 2012 أن 26 ٪ من المؤشرات الأصلية لرؤية 2020 قد حُققت بالفعل. وفي الوقت الذي سلط فيه الاستعراض الضوء أيضا على المجالات الرئيسية للتحسين، فقد أجرى عدة تنقيحات تصاعدية، بما في ذلك تنقيح هدف نصيب الفرد من الناتج المحلي الإجمالي من 900 دولار إلى 1240 دولارا. لم يتم إجراء تقييم رسمي شامل للبرنامج بعد اكتماله، ولكن لوحظت نجاحات ملحوظة في مجال الرعاية الصحية والرعاية الاجتماعية والتعليم والحوكمة والنمو الاقتصادي. على الرغم من ذلك، فشلت الاستراتيجية في إكمال بعض أهدافها الطموحة، مثل تحقيق وضع الدخل المتوسط الأدنى.

## نظرة عامة
حُددت الأهداف الشاملة لرؤية 2050 على النحو التالي:
1. النمو الاقتصادي والازدهار
وتتطلع رواندا إلى أن تصبح بلدا ذا دخل متوسط أعلى بحلول عام 2035، وبلد ذي دخل مرتفع بحلول عام 2050.
وهذا يعني على وجه التحديد تحقيق الأهداف الاقتصادية الرئيسية التالية:
- بحلول عام 2035: نصيب الفرد من الناتج المحلي الإجمالي يزيد عن 4036 دولارا أمريكيا ؛ و
- بحلول عام 2050: نصيب الفرد من الناتج المحلي الإجمالي يزيد عن 12476 دولارا أمريكيا

2. الجودة العالية ومستويات الحياة للروانديين
- والهدف من ذلك هو تحقيق جودة عالية ومستويات المعيشة.
- وستبني رواندا على التقدم القوي المحرز في الحد من الفقر على مدى العقدين الماضيين، وخفض معدل الفقر من 78 ٪ بعد عام 1994 إلى 38 ٪ في عام 2017، بهدف القضاء على الفقر تماما.
- وسيتم تحقيق ذلك من خلال ضمان زيادة الفرص المتاحة لجميع مناحي المجتمع للمساهمة في التنمية الوطنية، بما في ذلك عن طريق زيادة الاستثمارات في رأس المال البشري وضمان حصول الجميع على وسائل الراحة والسلامة والأمن.
- وسيساهم جميع الشباب والنساء والرجال وكبار السن بوصفهم أطرافا فاعلة في التنمية المستدامة، بما يضمن عدم تخلف أحد عن الركب في الاستفادة من التنمية.
- وتسترشد رؤية عام 2050 بتطلع الروانديين إلى أن يتركوا للأطفال الروانديين عالما أفضل للعيش فيه.
- وعلى هذا النحو، سيتبع النمو والتنمية مسارا مستداما من حيث استخدام الموارد الطبيعية وإدارتها مع بناء القدرة على التكيف لمواجهة آثار تغير المناخ.
- إن تطلع الروانديين إلى نوعية حياة عالية سيحظى بمزيد من التقدير من خلال نوعية البيئة، الطبيعية والمبنية على حد سواء.
- وستظل هذه التطلعات جزءا لا يتجزأ من إستراتيجية رواندا للنمو الأخضر والمرونة المناخية على المدى الطويل، والتي يهدف تأثيرها إلى إحداث تحول عقلي وتنموي في المجتمع الرواندي، وهو أمر ضروري لتحقيق الاقتصاد المطلوب الخالي من الكربون والقادر على التكيف مع المناخ.
- وسيسترشد الاستخدام الفعال للأراضي في جميع القطاعات بالخطة الرئيسية الوطنية لاستخدام الأراضي وتطويرها (2020-2050).

## روابط خارجية
- "رؤية 2050". وزارة المالية والتخطيط الاقتصادي، جمهورية رواندا، ديسمبر 2020. تم الوصول إليه 02-04-2022.